# Favia wisseli
Espèce
Statut CITES
Favia wisseli est une espèce de coraux appartenant à la famille des Faviidae. Selon WoRMS, cette espèce n'est pas valide et correspond à Dipsastraea wisseli Scheer & Pillai, 1983.